# Johan Gyllenstierna den yngre
Johan Gyllenstierna d.y., född 1617, död 20 september 1690 i Stockholm, var en svensk friherre och ämbetsman. Han var son till viceamiralen Nils Gyllenstierna av friherrliga ätten Gyllenstierna af Lundholm. 
Gyllenstierna tjänstgjorde i Svea hovrätt och var assessor från 1635 och dess president från 1647. Han var från 1650 landshövding i Östergötlands län, från 1654 riksråd, från 1662 president i  tribunalen i Wismar, från 1664 president i Dorpats hovrätt och från 1668 åter i Svea hovrätt samt rikskansliråd.   
Gyllenstierna blev jämte Gustaf Banér och Claes Rålamb 1669 ledamot av den kommission, som fick i uppdrag att närmare ordna de från Danmark erövrade provinsernas angelägenheter. Gyllenstierna begärde och erhöll 1673 avsked från sina ämbeten.

## Familj
Gyllenstierna gifte sig första gången 9 juni 1648 i Stockholm med friherrinnan Anna Maria Posse af Hedensund (1621–1672), dotter av presidenten Knut Göransson Posse af Hedensund och Ingeborg Torstensdotter. De fick tillsammans barnen Maria Christina Gyllenstierna (1619–1709) som var gift med landshövdingen Axel Gabriel Leijonhufvud, Märta Elisabet Gyllenstierna (född 1650), Axel Carl Gyllenstierna (1652–1655), Nils Erik Gyllenstierna och två barn (döda 1656). Posse och Gyllenstierna skiljde sig 1669.
Gyllenstierna gifte sig andra gången 10 juli 1670 med Catharina Margareta Durell (1655–1675), dotter till landshövdingen Magnus Durell och Birgitta von Krakau. De fick tillsammans barnen Brita Johanna Gyllenstierna (1671–1698) som var gift med majoren Carl Magnus Lilliehöök af Fårdala, Märta Elisabet Gyllenstierna (1672–1676) och Görvel Charlotta Gyllenstierna (1673–1673).
Gyllenstierna gifte sig tredje gången i juni 1677 med friherrinnan Christina Maria Leijonhufvud (1648–1724), dotter av översten Erik Leijonhufvud och Christina Dorotea Banér. De fick tillsammans sonen landshövdingen Axel Eric Gyllenstierna (1678–1751).